# ステファン (人形アニメ)
『ステファン』は、2007年に公開された、株式会社プロペラ製作の人形アニメーション映画。ブリキのロボット“ステファン”が、深刻な石油不足を解消すべく、オイルを求めて宇宙開拓の旅にでるというストーリー。コミカルながらも地球の環境問題や未来について考えさせられる作品。第一作目『ステファン　宇宙に行く』につづき、2008年には続編となる『ステファンの恩返し』が発表された。

## ストーリー
2046年、石油が枯渇したロボットの国では飢饉と大恐慌が起こっていた。ブリキのロボットステファンは、全財産で星を購入し、相棒のタラップとともに食糧のオイルを求めて、宇宙開拓の旅に出た。しかし、その星で待ち受けていたのは変わり者だらけのロボットたち。はたしてステファンは、新しい星でオイルを発掘することができるのか…。

## スタッフ
- 監督・脚本：内藤まろ
- 人形製作：すずきゆきひろ
- アニメーター：恵戸敦、青木純
- 声：まろ
- 編集：水戸英樹
- 音楽：峯岸信太郎

## 登場人物
- ステファン－高所恐怖症で泣き虫のロマンチスト。正義感がつよく、いちど決心したことは信念で譲らない。新しい星での度重なるアクシデントにもめげず地球で待つロボットたちのために石油開拓をめざす。

- タラップ－ラクダ科のロボット。ステファンの心の友。いつもおだやかにステファンの頑張る姿をうしろからひっそりとみつめている。高所恐怖症のステファンを自分のカラダにある階段で練習させて克服させることに成功。

- ハーモニン－音楽をこよなく愛し、どんな音楽でも演奏してしまうカラダが楽器のロボット。地球以外の星から自由を求め保安官たちの星にやってきた。

- 保安官（スター・シェリフ）－宇宙の星の住人で非常な気難し屋。フィーゴに星にやってきたロボットを監視させて、自分は地下にある住居でロボットのスクラップを保管している。保安官の家にはどんな生命も元通りにしてしまう「いのちの石」があるという…。

- フィーゴ－宇宙の星の住人で異常なクイズマニア。保安官とつるみ、星にやってきたロボットたちを監視しているが、いつもクイズをしたくてロボットたちと仲良くなってしまう。すこし間の抜けたにくめないキャラクター。

- 店員－ステファンの国で宇宙不動産屋を営むロボット。アタマが営業用の電話になっている。石油不足からなる不況で星がまったく売れず、架空の星取引に手を染める。

## 商品
OLC・ライツ・エンタテインメントからDVDが2本発売されている。
- 『ステファン　宇宙へ行く』（2007年）
- 『ステファン　ステファンの恩返し』（2008年）

## 受賞歴
- 第12回文化庁メディア芸術祭アニメーション部門審査委員会推薦作品